# Francisco José Valero-Castells
Francisco José Valero-Castells (Silla, Valencia, 11 november 1970) is een hedendaags Spaans componist, muziekpedagoog, dirigent en hoboïst. Hij is een broer van Andres Valero-Castells

## Levensloop
Op zevenjarige leeftijd werd hij lid van de plaatselijke Sociedad Musical de su pueblo natal “La Lírica” die onder de leiding van José Valero en Roberto Forés stond. Valero Castells studeerde aan het Conservatorio Superior de Música "Joaquin Rodrigo" te Valencia hobo bij Francisco Salanova Alfonso en behaalde op 16-jarige leeftijd het grote diploma. 
Als hobosolist trad hij op de bekende Spaanse concertpodia op, zoals Auditorio Nacional de Andorra, Palau de la Música de Valencia, Auditorio y Centro de Congresos y Teatro Romea de Murcia, Auditorio de Zaragoza, Auditorio del Conservatorio de Valencia, Auditorio “José Agüera” y Universidad de Murcia, Sala Escalante de Valencia, Salones de Actos de las Sociedades Musicales de Alcácer, Silla y Beniaján, Conciertos en la Costa Cálida ’90, Iglesia de "San Esteban" de Murcia. Hij heeft alle bekende hoboconcerten met de vooraanstaande orkesten vanuit Spanje gespeeld. 
Sinds 1988 is hij professor voor hobo aan het Conservatorio Superior de Música "Manuel Massotti Littel" te Murcia. Verder maakt hij masterclasses in heel Spanje, zoals de “XI Jornadas Internacionales de Interpretación Musical” in Granada, ieder jaar een seminar voor het Orquesta de Jóvenes de la Región de Murcia, het Festival Internacional de Orquestas de Jóvenes “Murcia ’99” en aan de conservatoria van Almoradí en Cuenca en aan het Conservatorio Municipal de Silla. Van 1996 tot 2002 speelde hij de 1e hobo in het Orquesta Sinfónica de Murcia. 
Tegenwoordig dirigeert hij de hobo- en fagotgroep van het Conservatorio Superior de Música "Manuel Massotti Littel" te Murcia “Ars Arundinis” en de Banda Juvenil de Alcácer, de Banda de la Sociedad Musical “Las Musas” de Guadelupe, Murcia en de Banda de la Sociedad Musical de Sollana, Valencia.

## Composities

### Werken voor orkest
- 1996 ”Concierto”, para oboe y orquesta, opus 3

### Werken voor banda (harmonieorkest)
- 1997 ”Himne de Silla”, para banda (voor harmonieorkest)

### Kamermuziek
- 1984-1985 ”Dúo - en La b mayor”, para dos trompetas, opus 10, (voor twee trompetten)
- 1988 ”Dúo”, para trompeta y piano, opus 8
- 1993 ”Preludios”, para piano, opus 1
- 1994 “Sonata a tres“, trío voor hobo, fagot en piano, opus 2
- 1996 “Ictus in situ”, para quinteto de viento, opus 4 (voor blazerskwintet)
- 1996 “Postarpegios y dos mosquitos“, para ensemble instrumental, opus 6 (voor instrumentalensemble)
- 1997 “Saxofonía“, para cuarteto de saxofones, opus 7
- 1997-1998 “Sextet en tres movimientos”, para quinteto de metal con piano (voor koperkwintet en piano)
- 2001 “8 para música”, para grupo de dobles cañas, opus 11
- 2004 “Los 11 en punto“, para doble quinteto de vientos, opus 12 (voor dubbel-blazerskwintet)

### Werken voor orgel
- 1996 “Fantasía - sobre un tema de Georg Friedrich Händel“, para órgano, opus 5